# 浄園祐
浄園 祐（きよぞの ゆう、1972年6月29日 - ）は、日本のアニメーションプロデューサー。元テレコム・アニメーションフィルム代表取締役社長。静岡県出身。

## 経歴・人物
静岡県出身。父親が英語の教師だったことで、初めて見たアニメーションは『トムとジェリー』だった。また、このころに『ルパン三世』も知ったという。
1995年、『新世紀エヴァンゲリオン』で制作進行を務める。
1996年、東京ムービー（現:トムス・エンタテインメント）に入社。2005年まで『ルパン三世』TVスペシャルの制作に携わる。
2008年、OVA『ルパン三世 GREEN vs RED』でプロデューサーデビュー。
2012年、トムス・エンタテインメントの子会社であるテレコム・アニメーションフィルムの代表取締役社長に就任。
2010年代、多くの『ルパン三世』シリーズでプロデューサーを担当。小池健監督による「LUPIN THE IIIRDシリーズ」や『ルパン三世 (2015年TVシリーズ)』『ルパン三世 PART5』などをプロデュースしている。
2020年3月、テレコム・アニメーションフィルム代表取締役社長を退任（後任はトムス・エンタテインメント社長の竹崎忠による兼務）。以降も同社の代表取締役として『アオのハコ』の制作統括など、プロデュース業を継続して担当。

### エピソード
『ルパン三世』シリーズには積極的に参加している。2019年には「近年の「ルパン三世」シリーズに欠かせないプロデューサー」と評されたことがある。
浄園は『ルパン三世 (TV第2シリーズ)』を幼少期に繰り返し見たといい、『ルパン三世 (2015年TVシリーズ)』は「これぞ『ルパン』」と言ってもらえるものを意識すると同時に「『ルパン』を懐かしいアニメにしたくない」との思いから、自ら陣頭指揮を執り若い視聴層も意識した作品制作を行ったという。2018年の『ルパン三世 PART5』では、クリエイティブプロデューサーを務めた。
一方で「王道の“ファミリールパン”とは差別化したものを」「モンキー・パンチ先生のハードボイルドなところをもっと出したい」との考えから、テレビシリーズ『LUPIN the Third -峰不二子という女-』と小池健監督による「LUPIN THE IIIRDシリーズ」を企画・プロデュースしている。浄園は、アニメ『ミチコとハッチン』を見たことを機に『峰不二子という女』の監督に山本沙代を起用したと語るほか、小池に関しては映画『PARTY7』など従来からファンであると同時に「ああ、この人はルパンをかっこよく描ける人だ」と思っていたといい、小池の参加が決定した際は心の中でガッツポーズをしたという。

## 参加作品
- 新世紀エヴァンゲリオン (1995年、制作進行)
- ルパン三世 トワイライト☆ジェミニの秘密 (1996年、制作進行)
- ルパン三世 ワルサーP38 (1997年、制作進行)
- ルパン三世 愛のダ・カーポ〜FUJIKO'S Unlucky Days〜 (1999年、制作担当)
- ルパン三世 1$マネーウォーズ (2000年、制作担当)
- ルパン三世 アルカトラズコネクション (2001年、制作担当)
- ルパン三世 EPISODE:0 ファーストコンタクト (2002年、制作担当)
- 京極夏彦 巷説百物語 (2003年、アシスタントプロデューサー)
- ルパン三世 天使の策略 〜夢のカケラは殺しの香り〜 (2005年、アニメーションプロデューサー)
- ルパン三世 GREEN vs RED (2008年、プロデューサー)
- LUPIN the Third -峰不二子という女- (2012年、プロデューサー)
- LUPIN THE IIIRD 次元大介の墓標 (2014年、プロデューサー)
- ルパン三世 (2015年TVシリーズ) (2015年、プロデューサー)
- ルパン三世 イタリアン・ゲーム (2016年、プロデューサー)
- LUPIN THE IIIRD 血煙の石川五ェ門 (2017年、プロデューサー)
- ルパン三世 PART5 (2018年、クリエイティブプロデューサー)
- LUPIN THE IIIRD 峰不二子の嘘 (2019年、プロデューサー)
- ルパン三世 PART6 (2021年、制作進行)
- ブルーサーマル (2022年、アニメーション制作統括)
- Shenmue the Animation (2022年、チーフプロデューサー)
- LUPIN ZERO (2022年、アニメーションプロデューサー)
- 七つの大罪 黙示録の四騎士 (2023年、制作統括)
- アストロノオト (2024年、アニメーション制作統括)
- アオのハコ (2024年、制作統括)